# Lista siturilor arheologice din județul Vrancea - O
Lista siturilor arheologice din județul Vrancea - O conține toate siturile arheologice din județul Vrancea înscrise în Repertoriul Arheologic Național (RAN) și aflate în localități al căror nume începe cu litera O. RAN este administrat de Ministerul Culturii și Patrimoniului Național și cuprinde date științifice, cartografice, topografice, imagini și planuri, precum și orice alte informații privitoare la zonele cu potențial arheologic, studiate sau nu, încă existente sau dispărute.
Puteți căuta un sit din localitățile care încep cu litera O folosind formularul de mai jos sau puteți naviga prin toate siturile din județ la Lista siturilor arheologice din județul Vrancea.
| Cod RAN                                   | Denumire                                                                                                 | Localitate                 | Adresă                | Datare                     | Descoperit | Coordonate | Imagine           | Erori            |
| ----------------------------------------- | --- | -------------------------- | --------------------- | -------------------------- | ---------- | ---------- | ----------------- | ---------------- |
| 175028.01.01 (Cod LMI: VN-I-m-B-06386.04) | Situl arheologic de la Odobești / ansamblu anonim (Categorie: locuire) (Tip: Cetate)                     | oraș Odobești              | Cetățuia, Antoniu     | Monteoru                   |            |            | Încărcați imagine | Raportați eroare |
| 175028.01.02 (Cod LMI: VN-I-m-B-06386.03) | Situl arheologic de la Odobești / ansamblu anonim (Categorie: locuire) (Tip: Necropolă)                  | oraș Odobești              | Cetățuia, Antoniu     | Monteoru                   |            |            | Încărcați imagine | Raportați eroare |
| 175028.01.03 (Cod LMI: VN-I-m-B-06386.02) | Situl arheologic de la Odobești / ansamblu anonim (Categorie: locuire) (Tip: Necropolă)                  | oraș Odobești              | Cetățuia, Antoniu     |                            |            |            | Încărcați imagine | Raportați eroare |
| 175028.01.04 (Cod LMI: VN-I-m-B-06386.01) | Situl arheologic de la Odobești / ansamblu anonim (Categorie: locuire) (Tip: Necropolă)                  | oraș Odobești              | Cetățuia, Antoniu     | sec. XIII - XVI            |            |            | Încărcați imagine | Raportați eroare |
| 176329.01.01 (Cod LMI: VN-I-m-B-06387.02) | Situl arheologic de la Oreavu - "La Cuptor" / ansamblu anonim (Categorie: locuire civilă) (Tip: Așezare) | sat Oreavu, comuna Gugești | La Cuptor             | ceramicii liniare          |            |            | Încărcați imagine | Raportați eroare |
| 176329.01.02 (Cod LMI: VN-I-m-B-06387.01) | Situl arheologic de la Oreavu - "La Cuptor" / ansamblu anonim (Categorie: locuire civilă) (Tip: Așezare) | sat Oreavu, comuna Gugești | La Cuptor             | Boian                      |            |            | Încărcați imagine | Raportați eroare |
| 175028.02.01 (Cod LMI: VN-II-m-A-06525)   | Beciul domnesc de la Odobești / ansamblu Beciul domnesc (Categorie: construcție) (Tip: Beci domnesc)     | oraș Odobești              | str. Beciul Domnesc 5 | sec. XVI; reamenajare 1834 |            |            | Încărcați imagine | Raportați eroare |